# Mini-link

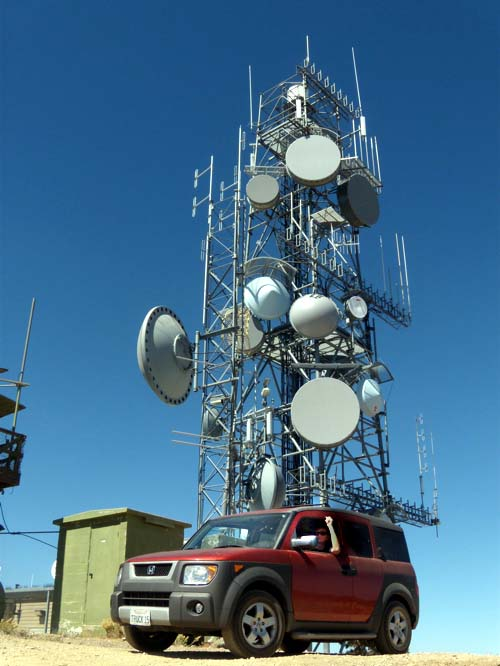
Una torre de telecomunicacions amb una varietat d'antenes parabòliques per a enllaços de microones

El Mini-link E és un enllaç de ràdio de microones per a la transmissió digital. Consta d'un mòdul d'accés interior i d'una unitat de ràdio exterior amb mòdul d'antena.
El Mini-link E pot configurar-se per complir els requisits de capacitat i rang de qualsevol xarxa. Proporciona enllaços de transmissió de ràdio entre 2 i 17x2 (34+2) Mbit/s i opera dins de les bandes de freqüència de 6 a 38 GHz. El Mini-link E pot configurar-se per a diferents tipus de terminals: sense protecció (1+0) i terminals amb protecció (1+1). Poden integrar-se fins a quatre terminals Mini-link E en un sub-bastidor del mòdul d'accés comú. Poden combinar-se diferents configuracions, capacitat de transmissió i bandes de freqüència.

## Característiques
- Freqüència: 6-38 GHz
- Capacitats: 2x2 - 17x2 Mbit/s
- Modulació: C-QPSK, 16 QAM
- Configuracions:
  - Partit o tot exterior
  - 1+0 i 1+1 (ràdio)
- Longitud de salt típica: 50 quilòmetres
- Altres característiques:
  - ATPC (control automàtic de potència de transmissió)
  - Fins a 4 mòdems en un AMM